# 龙门山 (洛阳)

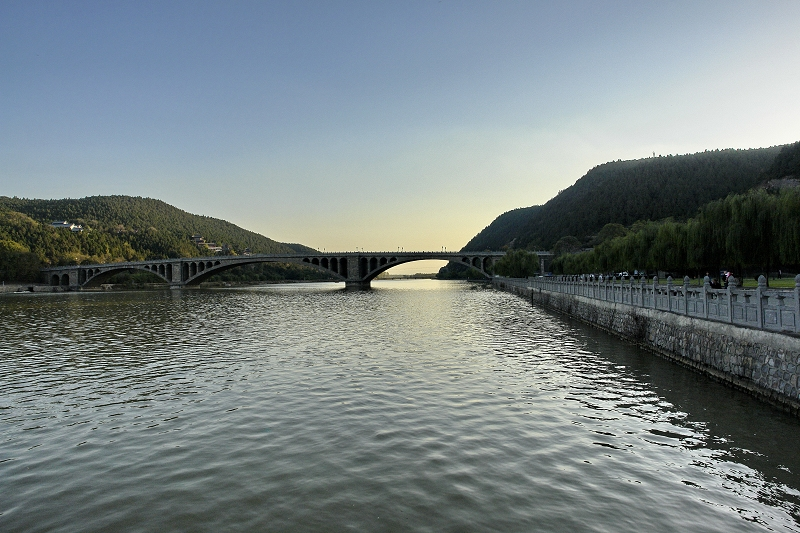
龙门山和伊河 2007年4月

龙门山位于中国河南洛阳城南12公里处，紧挨洛阳新区。这里在历史上一直为洛阳天然门户，分为东西两山，伊水中流，形似天然门阙，因此古称“伊阙”。
龙门山风景宜人，而“龙门山色”也成为洛阳八大景之首。在龙门西山上是举世闻名的三大石窟艺术宝库之一的龙门石窟。龙门东山也被称为香山，山上有一座始建于北魏的园林“香山寺”，唐代时香火最为旺盛。相传唐代大诗人白居易晚年曾在这里生活，白居易自号“香山居士”便由此得来。白居易死后便葬于龙门东山琵琶峰，后人为了纪念他在这里修了一座白园。

## 延伸阅读
[在维基数据编辑]
 《欽定古今圖書集成·方輿彙編·山川典·香山部》，出自陈梦雷《古今圖書集成》